# Сонячний мінімум

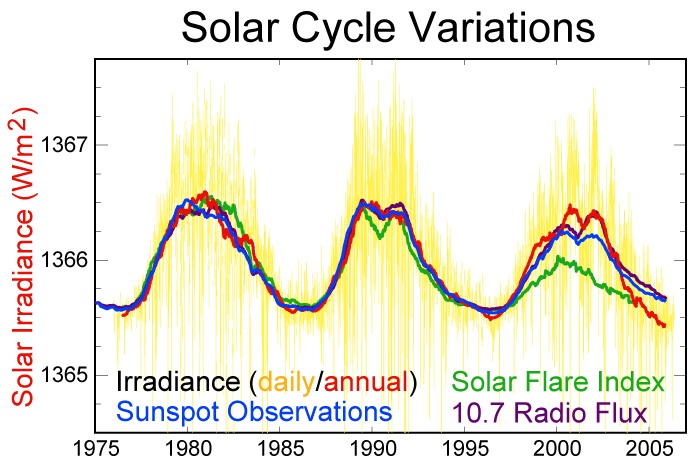
Три недавніх сонячних цикли

Сонячний мінімум (англ. solar minimum) — період низької сонячної активності в  11-річному циклі Сонця. Протягом цього періоду зменшується активність  сонячних спалахів і  плям, часто прояви активності не спостерігаються протягом декількох діб. Наявність мінімуму описується згладженим середнім за 12 місяців активності, тому виявлення мінімуму зазвичай відбувається через 6 місяців після того, як він стався. Сонячні мінімуми зазвичай корелюють зі змінами клімату; недавні дослідження показали, що існує кореляція з погодними режимами в окремих регіонах.
Сонячний мінімум обернений за своїми властивостями  сонячному максимуму, при якому спостерігаються сотні плям.

## Сонячний мінімум і сонячний максимум
Сонячні мінімуми і максимуми є двома граничними проміжками 11-річного циклу сонячної активності. У максимумі активності Сонце має велику кількість плям, відбуваються численні спалахи, в навколишній простір викидаються хмари газу. На небі Землі спостерігаються  полярні сяйва; космічним агентствам необхідно стежити за  сонячними бурями, щоб уберегти космонавтів. Під час максимумів відбуваються збої в електромережах, можуть виходити з ладу супутники і GPS-приймачі.
У сонячних мінімумах кількість плям і спалахів істотно менше. Іноді проходять дні і тижні, протягом яких на поверхні Сонця немає плям.

## Передбачення сонячних мінімумів
Нелінійний характер ускладнює передбачення сонячної активності. Сонячний мінімум характеризується періодом зменшення сонячної активності, при цьому спостерігається дуже мала кількість плям. Падіння рівня сонячного випромінювання робить такі періоди придатними для проведення космічних місій космонавтами. Троє вчених з NASA створили модель для передбачення сонячних циклів (визначення мінімумів і максимумів) за допомогою простої функції з чотирма параметрами, що призвело до можливості визначення тривалості циклів. Дослідники з Національного центру атмосферних дослідників (NCAR) також розробили комп'ютерну модель динаміки Сонця (сонячне динамо) для більш точних прогнозів; впевненість у правильності прогнозу визнана на основі серії тестових запусків програми, в яких модель відтворювала параметри останніх восьми сонячних циклів, точність виявилася рівною 98 %.
Проте, кількість сонячних плям при цьому іноді істотно відрізнялася від спостережуваної.
У 2008—2009 роках вчені NASA відзначали, що Сонце знаходиться в стадії глибокого мінімуму: «Сонячні плями не спостерігалися протягом 266 з 366 днів 2008 року (73 %). На основі цих даних деякі спостерігачі припустили, що сонячний цикл досяг мінімуму в 2008 році. Підрахунки плям в 2009 році дали ще менші значення. станом на 14 вересня 2009 року плям не було 206 днів з минулих 257 днів року (80 %). Доводиться зробити висновок: Сонце знаходиться в дуже глибокому мінімумі», за словами Діна Песнелла з  Центру космічних польотів Годдарда. "Зараз Сонце найспокійніше в порівнянні з іншими моментами століття, " погоджується фахівець з сонячних плям Девід Хетеуей з NSSTC.

## Чудові сонячні мінімуми і максимуми
Великі сонячні мінімуми відбуваються, коли в кількох сонячних циклах активність виявляється нижче середньої за десятиліття або сторіччя. Сонячні цикли також проявляються протягом періодів мінімуму, але з набагато меншою інтенсивністю, ніж зазвичай. При дослідженні великих сонячних мінімумів було виявлено, що вони корелюють з глобальними та регіональними змінами клімату.
| Явище                        | Початок      | Закінчення   |
| ---------------------------- | ------------ | ------------ |
| Мінімум Гомера               | 950 до н. е. | 800 до н. е. |
| Римський кліматичний оптимум | 250 до н. е. | 400 н. е.    |
| Середньовічний максимум I    | 950          | 1 040        |
| Мінімум Оорта                | 1 040        | 1080         |
| Середньовічний максимум II   | 1100         | 1250         |
| Мінімум Вольфа               | 1 280        | 1350         |
| Мінімум Шперера              | 1450         | 1550         |
| Мінімум Маундера             | 1645         | 1715         |
| Мінімум Дальтона             | 1790         | 1820         |
| Сучасний оптимум             | 1914         | 2008         |

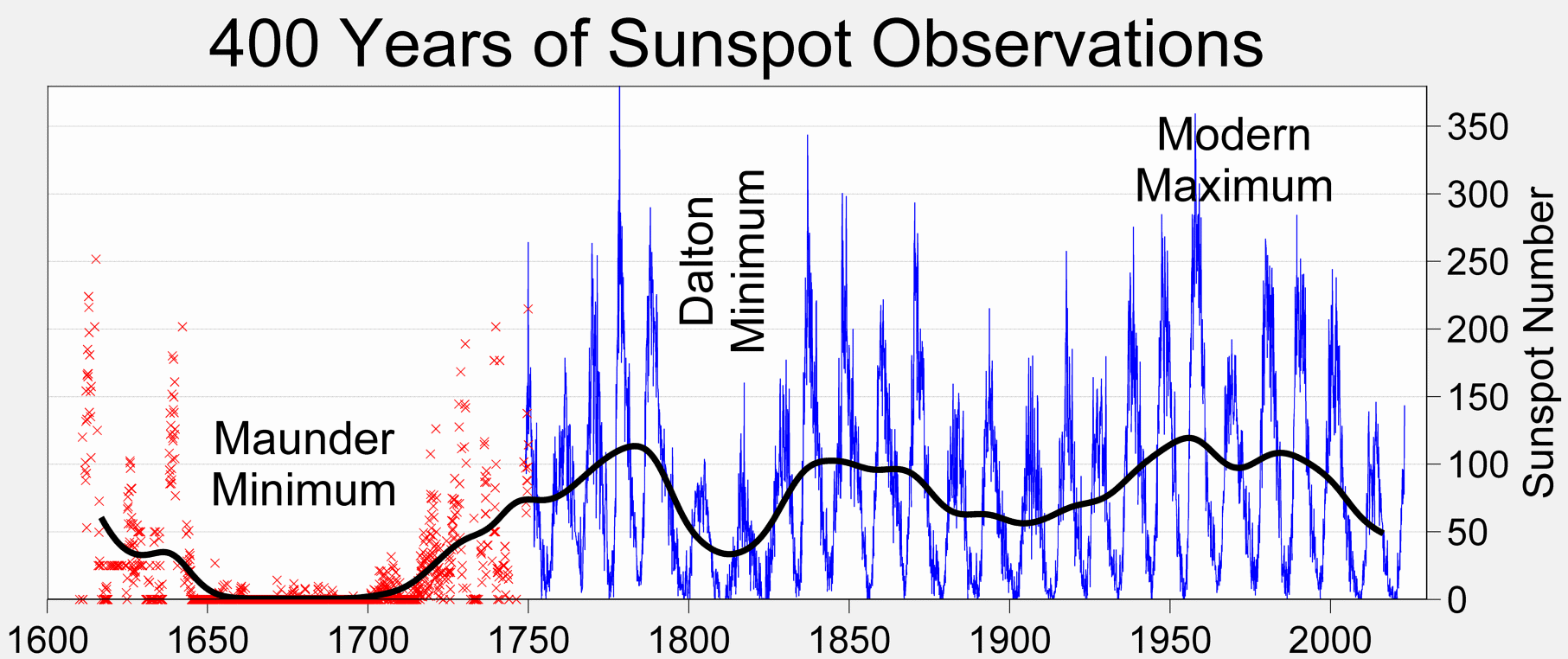
Сонячні плями за останні 400 років.

Список історичних великих мінімумів сонячної активності включає також мінімуми близько 690 н. е., 360 до н. е., 770 до н. е., 1390 до н. е., 2860 до н. е., 3340 до н. е., 3500 до н. е., 3630 до н. е., 3940 до н. е., 4230 до н. е., 4330 до н. е., 5260 до н. е., 5460 до н. е., 5620 до н. е., 5710 до н. е., 5990 до н. е., 6220 до н. е., 6400 до н. е., 7040 до н. е., 7310 до н. е., 7520 до н. е., 8220 до н. е., 9170 до н. е.

## Ресурси Інтернету
- Solar Cycle 25 peaking around 2022 could be one of the weakest in centuries
- New Insights on How Solar Minimums Affect Earth (NASA June 14, 2011)